# Xã Lafayette, Quận Scott, Arkansas
Xã Lafayette (tiếng Anh: Lafayette Township) là một xã thuộc quận Scott, tiểu bang Arkansas, Hoa Kỳ. Năm 2010, dân số của xã này là 78 người.